# Џон Гердон
Сер Џон Гердон (енгл. Sir John Bertrand Gurdon; 2. октобар 1933) је британски биолог, професор на Универзитету у Кембриџу и пионир у истраживању нуклеарне трансплантације и клонирања. Добитник је Нобелове награде за физиологију или медицину за 2012. (заједно са јапанским научником Шинја Јаманаком), за истраживања у области развојне биологије и репрограмирање плурипотентне матичне ћелије у ткивима. Овим истраживањима Гердона и Јаманаке остварен је нови поглед на развој ћелија и организама.

## Живот и каријера
Сер Џон Б. Гердон рођен је 1933. године у енгл. Dippenhall-у, у Уједињеном Краљевству. Докторирао је на Универзитету у Оксфорду 1960. У току богате каријере научника истраживача, Гердон је био сарадник на постдокторским студијама у Калифорнијском институту за технологију, професор на Универзитету у Кембриџ, у Уједињеном Краљевству, 1972. и професор биологије ћелије и магистар на Магдален колеџу. Гердона је додела Нобелова награда за физиологију или медицину 2012. затекла на дужности професора Гурдон института на Универзитету у Кембриџу.

## Дело
Џон Гердон је у својим истраживањима издвојио језгро једне незреле јајне ћелије жабе и заменио га језгром специјализоване зреле цревне ћелије узете од пуноглаваца. Тако модификовано јаје развило се у нормалног пуноглаваца. То је показало да је ДНК зреле ћелије још увек имала све информације потребне да се незрела ћелија развије у жабу. Накнадни нуклеарни трансфер, заснован на овим експериментима, генерисао је клонираног сисара.
Ово револуционарно откриће Џон Гердон потпуно је променило поглед на развој и специјализацију ћелије. Сада схватамо да зрела ћелија не мора да буде заувек ограничена на своје специјализовано стање. Репрограмирањем људске ћелије, Џон Гердон и његови сарадници створили су нове могућности за проучавање болести и развој нових метода у дијагностици и терапији.

## Награде и признања
- 1971. Члан Краљевског друштва
- 1975. Добитник награде Фондације Фелберг.[10]
- 1983. Именован за члана Америчког филозофског друштва
- 1984. Добитник награде Чарлс-Леополд Мајер
- 1985. Добитник Краљевског Ордена
- 1987. Добитник Међународне награда за биологију
- 1989. Добитник Волфове награде (Wolf-Preis) заједно са Едвардом Б. Левисом.[11]
- 1989. Изабран за иностраног придруженог члана Академије наука Француске[12]
- 1995. Носилац титуле витеза „Сер“ (енгл. Knight Bachelor)
- 2009 Ласкерова награда за клиничка истраживања у медицини
- 2009. Добитник Розенталове награда, заједно са Ирвинг Вајсманом и Шинја Јаманаком.[13]
- 2012 Нобелова награда за физиологију или медицину

## Публикације
- Murata K, Kouzarides T, Bannister AJ and Gurdon JB (2010). „Histone H3 lysine 4 methylation is associated with the transcriptional reprogramming efficiency of somatic nuclei by oocytes.”. Epigenetics & Chromatin. 3 (1). PMC 2829560 . PMID 20181087. doi:10.1186/1756-8935-3-4 . Непознати параметар |article-number= игнорисан (помоћ), 4.
- Miyamoto, K.; Pasque, V.; Jullien, J.; Gurdon, J. B. (2011). „Nuclear actin polymerization is required for transcriptional reprogramming of Oct4 by oocytes.”. Genes & Development. 25 (9): 946—958. PMC 3084028 . PMID 21536734. doi:10.1101/gad.615211.
- Simeoni, I.; Gilchrist, M. J.; Garrett, N.; Armisen, J.; Gurdon, J. B. (2012). „Widespread transcription in an amphibian oocyte relates to its reprogramming activity on transplanted somatic nuclei.”. Stem Cells & Development. 21 (2): 181—190. PMC 3636465 . PMID 21504359. doi:10.1089/scd.2011.0162.
- Pasque V, Jullien J, Miyamoto K, Halley-Stott RP and Gurdon JB (2011). „Epigenetic factors influencing resistance to nuclear reprogramming.”. Trends in Genetics. 27 (12): 516—525. PMC 3814186 . PMID 21940062. doi:10.1016/j.tig.2011.08.002.(12)516-525.
- Narbonne P, Simpson DE and Gurdon JB (2011). „Deficient induction response in a Xenopus nucleocytoplasmic hybrid.”. PLOS Biology. 9 (11): e1001197. PMC 3217020 . PMID 22131902. doi:10.1371/journal.pbio.1001197 . PLoS Biology
- Gurdon, JB (2006). „From nuclear transfer to nuclear reprogramming: the reversal of cell differentiation.”. Ann. Rev. Cell Dev. Biol. 22: 1—22. PMID 16704337. doi:10.1146/annurev.cellbio.22.090805.140144.
- Gurdon JB and Melton DA (2008). „Nuclear reprogramming in cells.”. Science. 322 (5909): 1811—1815. Bibcode:2008Sci...322.1811G. PMID 19095934. doi:10.1126/science.1160810.
- Jullien J, Astrand C, Halley-Stott RP, Garrett N, and Gurdon JB (2010). „Characterization of somatic cell nuclear reprogramming by oocytes in which a linker histone is required for pluripotency gene reactivation.”. Proceedings of the National Academy of Science. 107 (12): 5483—5488. Bibcode:2010PNAS..107.5483J. PMC 2851752 . PMID 20212135. doi:10.1073/pnas.1000599107 . PNAS 107, 5483 до 5488.
- Pasque, V.; Gillich, A.; Garrett, N.; Gurdon, J. B. (2011). „Histone variant macroH2A confers resistance to nuclear reprogramming.”. EMBO J. 6. 30 (12): 2373—87. PMC 3116279 . PMID 21552206. doi:10.1038/emboj.2011.144.
- Jullien J, Halley-Stott RP, Miyamoto K, Pasque V and Gurdon JB (2011). „Mechanisms of nuclear reprogramming by eggs and oocytes: a deterministic process?”. Nature Reviews Molecular & Cell Biology. 12 (7): 453—459. PMC 3657683 . PMID 21697902. doi:10.1038/nrm3140.